# Trematooecia psammophila
Trematooecia psammophila är en mossdjursart som beskrevs av Winston och Hakansson 1986. Trematooecia psammophila ingår i släktet Trematooecia och familjen Colatooeciidae. Inga underarter finns listade i Catalogue of Life.